# Comté de Buckingham
Pour les articles homonymes, voir Buckingham.
Le comté de Buckingham est un comté de Virginie, aux États-Unis, situé dans la région des Piedmont. Il a été fondé en 1761 par distraction d'une partie du comté d'Albemarle, mais ses limites définitives n'ont été arrêtées qu'en 1860. L'origine du nom est incertaine, mais probablement donné en l'honneur d'un des duc de Buckingham. Le siège est situé à Buckingham
Selon le recensement de 2010, la population du comté était 17 146 habitants pour une superficie de 1 513 km2. Le comté fait également partie de la région métropolitaine de Charlottesville.

## Géolocalisation
| Comté d'Albemarle  |                         | Comté de Fluvanna   |
| Comté de Nelson    | Comté de Buckingham     | Comté de Cumberland |
| Comté d'Appomattox | Comté du Prince-Édouard |                     |

## Bourgades non constitué en municipalité
- Mt. Rush
- New Canton
- Sprouses Corner
- Union Hill
- Glenmore